# إيفان آبرو
إيفان آبرو هو فنان روسي، ولد في 1967.